# Siklósnagyfalu
Siklósnagyfalu község Baranya vármegyében, a Siklósi járásban.

## Fekvése
Siklóstól délkeletre helyezkedik el, nem messze a déli (horvát) országhatártól.
A szomszédos települések: észak felől Nagyharsány, kelet felől Kistapolca, délkelet felől Beremend és Kásád, dél felől Old, délnyugat felől Egyházasharaszti, északnyugat felől pedig Kisharsány.

### Megközelítése
Csak közúton érhető el, a Kistapolca–Matty között húzódó 5709-es úton. Határszélét délkeleten egy aránylag hosszabb szakaszon érinti még az 5708-as út is.

## Története
A település és környéke mára bronzkorban lakott hely volt, az itt talált leletek tanúsága szerint. Siklósnagyfalu (Nagyfalu) nevét az oklevelek 1294-ben említették először, Nogfoluként, 1313-ban Nogfalwnak, 1332-ben Nogfolunak írták.
1294-ben a Kökényesi-Rénold nemzetséghez tartozó Mykud bán Nagyfalu nyugati határára eső földjét 50 M-ért zálogba adta Kán nemzetségbeli Siklósi Miklós fia Julának és Péternek, és határait leiratta. E föld mellett volt birtokos a Tétény nemzetséghez tartozó Péter bán fiai is. 1313-ban Csipőtelke és Újlak határosa volt. 1333-ban papja 15 báni pápai tizedet fizetett.
A mezővárosi rangot viselő Nagyfalu 1329-től a megyegyűlések helyszine is volt, és 1329-től a nádor is itt tartott gyűlést.

## Közélete

### Polgármesterei
- 1990–1994: Bálint Bánk (Fidesz)[3]
- 1994–1998: Bálint Bánk (Fidesz)[4]
- 1998–2002: Bálint Bánk (Fidesz)[5]
- 2002–2006: Bálint Bánk (Fidesz)[6]
- 2006–2006: Kosztics József (független)[7]
- 2007–2010: Bicskei Sándor (független)[8]
- 2010–2014: Kosztics József (független)[9]
- 2014–2019: Kosztics József (független)[10]
- 2019–2021: Kosztics József (független)[11]
- 2022–2024: Petrovics Tibor (független)[12]
- 2024– : Petrovics Tibor (független)[1]

A településen 2007. február 4-én időközi polgármester-választást kellett tartani, mert az előző polgármester elvesztette a választójogát. Sajtóhírek szerint Kosztics Józsefnek azért kellett átadnia posztját, mert 14 hónapos letöltendő szabadságvesztésre ítélték, lopás és okirat-hamisítás vádjával, ráadásul megszökött a börtön elől. Az időközi választás aránylag nagy számú (7) jelöltje között ennek ellenére Kosztics is elindult, de csak egyetlen szavazatot szerzett.
2022. június 26-án ismét időközi polgármester-választást kellett tartani a községben, ezúttal azért, mert a korábbi polgármester 2021. május 5-én lemondott posztjáról. Lemondása  bizonyára összefügg azzal, hogy 2021 márciusában egy újabb büntetőügyben mondták ki bűnösnek, és szabtak ki rá szabadságvesztés büntetést.

## Népesség
A település népességének változása:
| Lakosok száma | 440  | 414  | 442  | 417  | 404  | 379  | 401  | 382  |
|               | 2013 | 2014 | 2015 | 2019 | 2021 | 2022 | 2023 | 2024 |

A 2011-es népszámlálás során a lakosok 93,7%-a magyarnak, 75,4% cigánynak, 0,2% görögnek, 1% horvátnak, 0,2% németnek, 0,2% románnak, 0,2% szerbnek mondta magát (4,1% nem nyilatkozott; a kettős identitások miatt a végösszeg nagyobb lehet 100%-nál). A vallási megoszlás a következő volt: római katolikus 83,9%, református 4,6%, görögkatolikus 0,5%, felekezeten kívüli 1,4% (7,7% nem nyilatkozott).
2022-ben a lakosság 92,9%-a vallotta magát magyarnak, 32,7% cigánynak, 0,5% lengyelnek, 0,5% németnek (6,9% nem nyilatkozott; a kettős identitások miatt a végösszeg nagyobb lehet 100%-nál). Vallásuk szerint 74,7% volt római katolikus, 2,9% református, 0,3% evangélikus, 0,3% görög katolikus, 0,3% egyéb keresztény, 1,1% egyéb katolikus, 6,1% felekezeten kívüli (14,5% nem válaszolt).

## Nevezetességei
- Református temploma – Műemlék.